# تشکون
تشکون، روستایی است از توابع بخش خرم‌آباد شهرستان تنکابن در استان مازندران ایران.

## جمعیت
این روستا در دهستان بلده قرار دارد و براساس سرشماری مرکز آمار ایران در سال ۱۳۸۵، جمعیت آن ۵۰۱ نفر (۱۵۰خانوار) بوده‌است.